# VitaSol

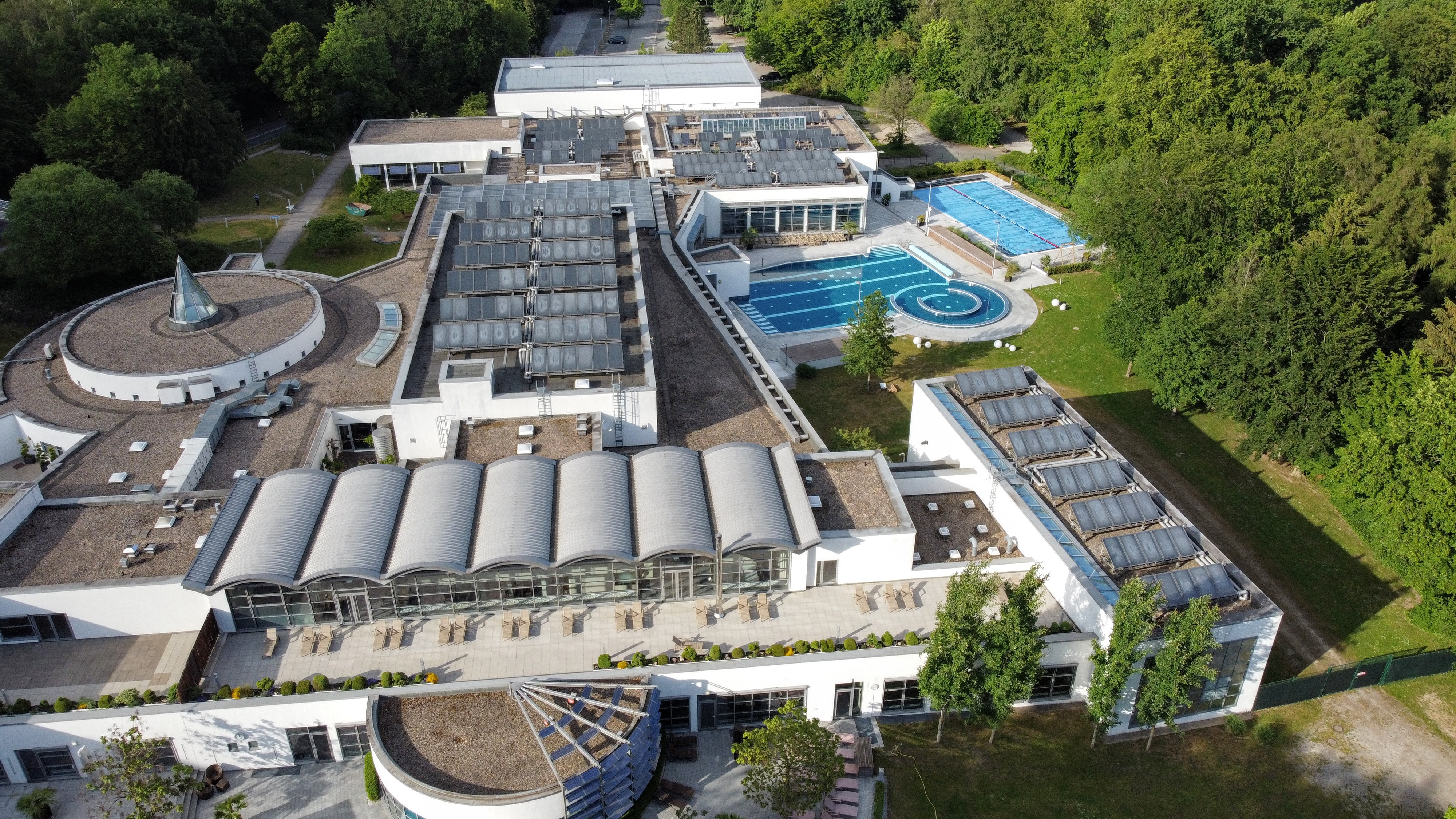
VitaSol

Das VitaSol ist eine Therme und Saunalandschaft in der nordrhein-westfälischen Stadt Bad Salzuflen in Deutschland. Auf einer Fläche von über 6000 Quadratmetern, davon 1700 Quadratmeter Wasserfläche, gibt es ein Thermalbad, eine Saunalandschaft, einen Wellnessbereich, einen Fitness- und Präventionsbereich sowie gastronomische Einrichtungen.

## Lage
Das VitaSol liegt an der Exterschen Straße in direkter Nachbarschaft zum Kurpark Bad Salzuflen.

## Geschichte

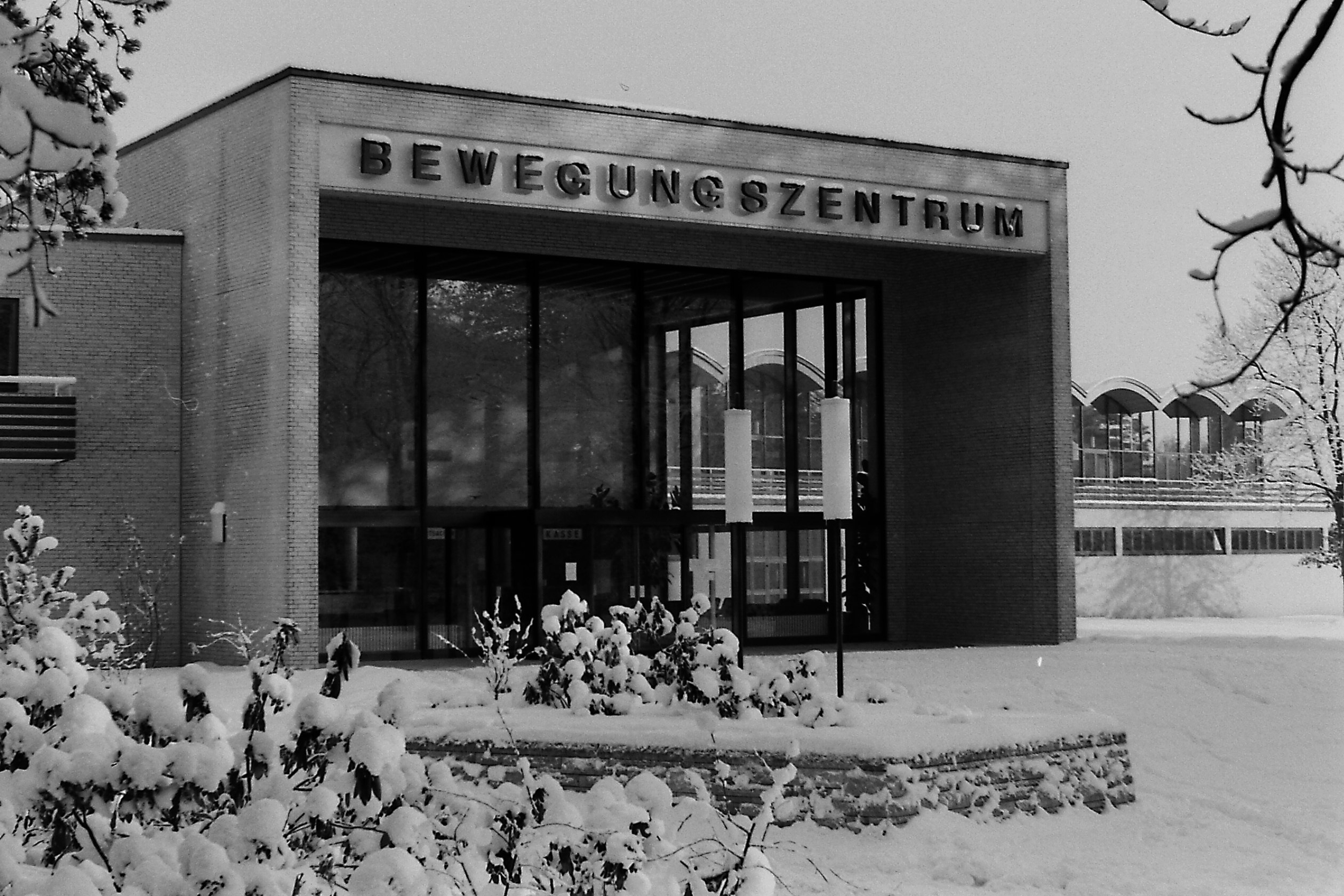
Eingang VitaSol (Bewegungszentrum) im Jahr 1970

Ursprünglich wurde die Anlage, erbaut durch die Stadt Bad Salzuflen, am 4. Juli 1969 unter dem Namen Bewegungszentrum I eingeweiht. 1974 wurde die Anlage um das Bewegungszentrum II erweitert. 1998 erfolgte die Umbenennung in VitaSol Nach einer umfangreichen Sanierung im Jahr 2000 übernahm 2008 die Kannewischer Management AG den Betrieb der Therme von der Stadt Bad Salzuflen. Im Jahr 2010 wurde die WellnessLounge eröffnet.
2023 wurde die VitaSol-Therme von der Stadt Bad Salzuflen mit Wirkung zum 1. Januar 2024 an die Kannewischer Holding verkauft. Die Holding plant die Therme um ein Vier-Sterne-Hotel mit 100 Zimmern und 200 Betten zu erweitern. Der Baubeginn für das Hotel ist für Frühjahr 2025 geplant (Fertigstellung Ende 2026).

## Gustav-Horstmann-Sprudel
Der Gustav-Horstmann-Sprudel, der die Thermalsolebecken der VitaSol Therme speist, ist die tiefste, salzhaltigste und wärmste Quelle in Bad Salzuflen. Bereits 1919 begannen erste Bohrungen, die jedoch bei 375 Meter Tiefe eingestellt werden mussten. Erst 1967 wurde die Quelle mit Spezialbohrern aus den USA bis auf eine Tiefe von 1018 Metern aufgewältigt. Seit 1969 sprudelt die Thermalsole mit einer Schüttung von 90.000 Litern pro Stunde und einer Temperatur von 37,5 °C aus dem Boden. Der insgesamt sehr hohe Mineralgehalt und besonders der ursprünglich 12%ige Salzgehalt wirken sich dabei im Zusammenspiel mit der wohltuenden Wärme positiv auf den gesamten Organismus aus.

## Ausstattung

### Therme

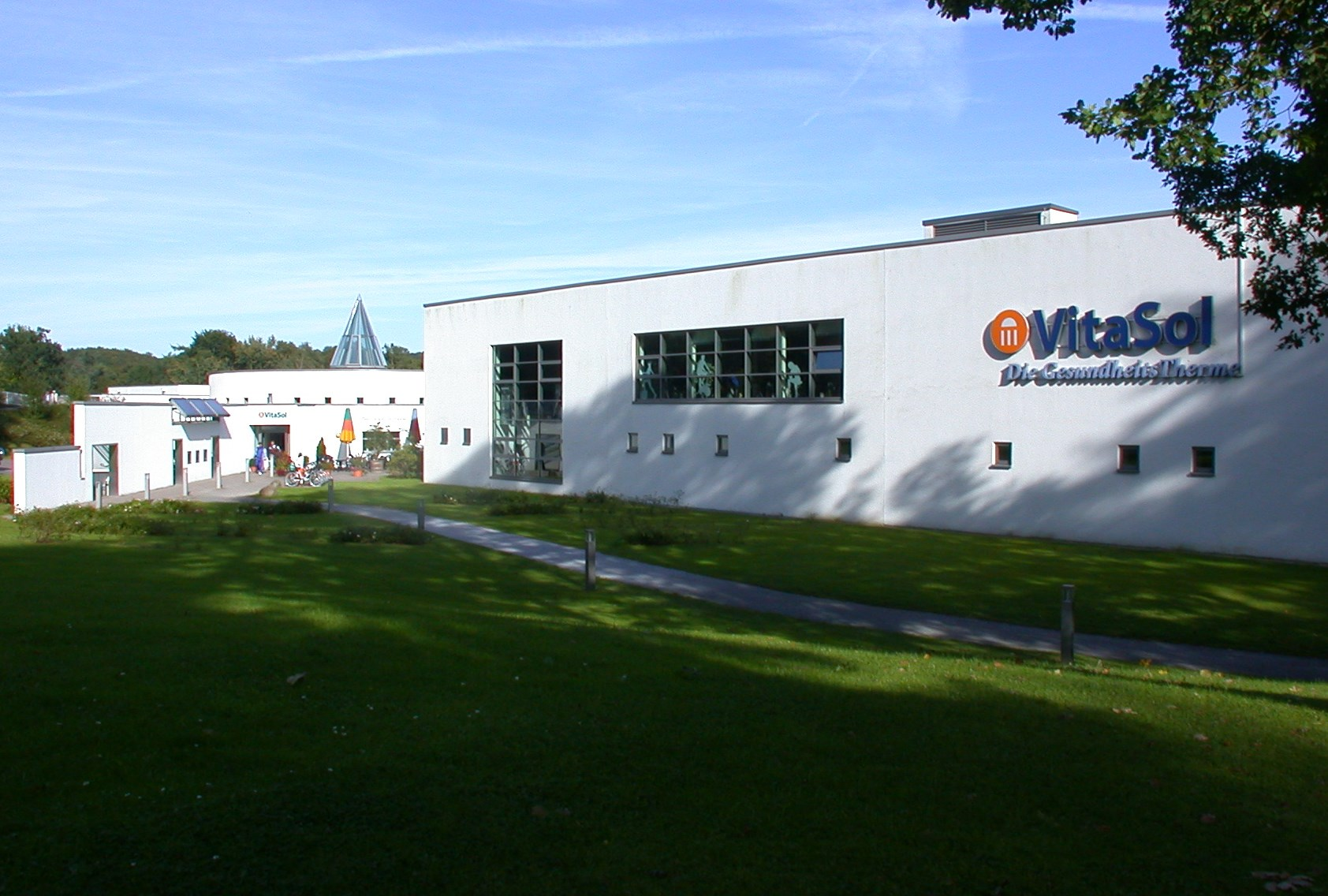
Eingangsbereich VitaSol

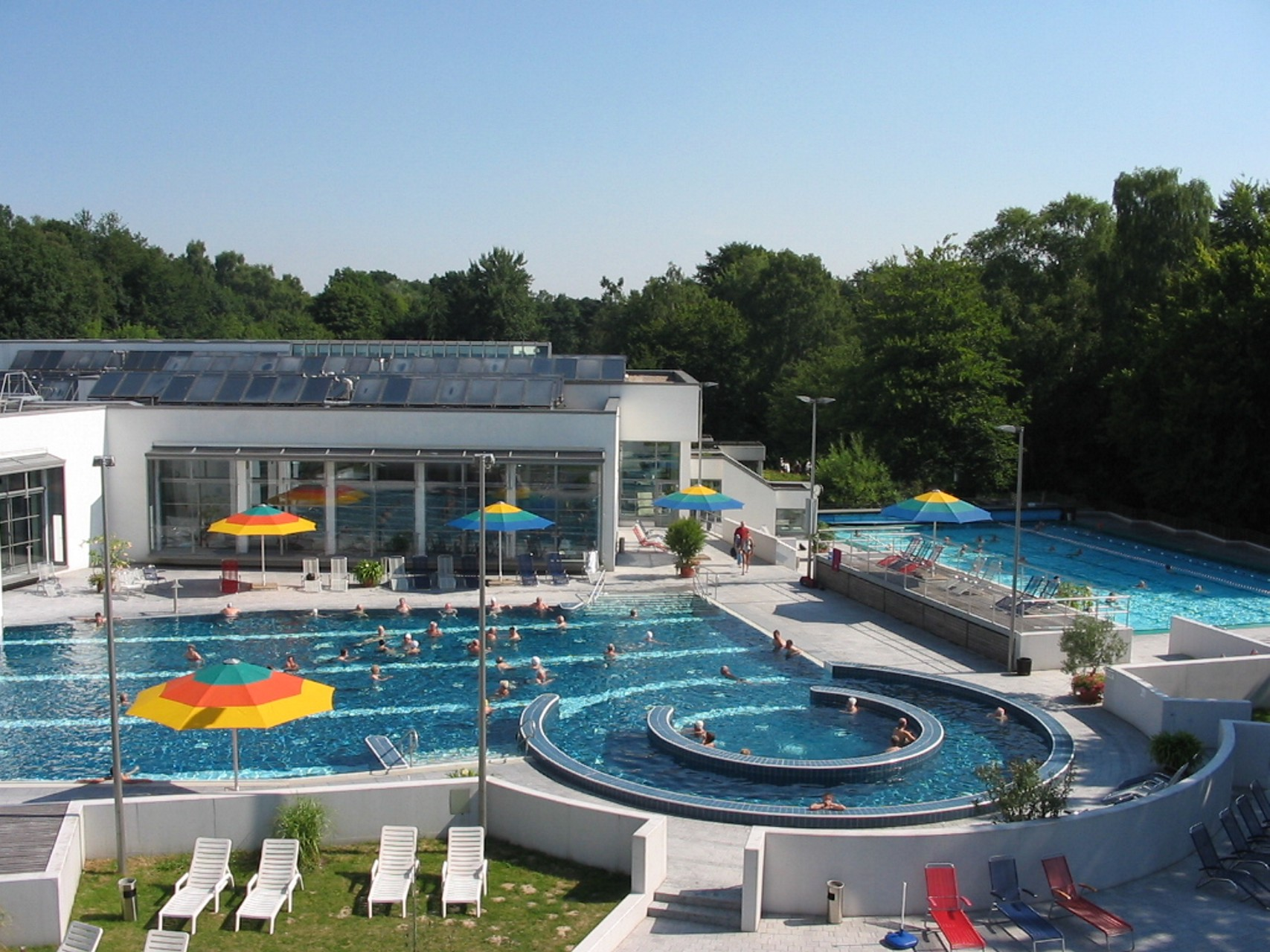
Therme Außenbereich

Die Therme verfügt im Innenbereich u. a. über
- ein Heißbecken (38 °C, 2,5 % Sole)
- ein Sprudelbecken (37 °C, 2,5 % Sole)
- ein Intensivsolebecken (35 °C, 12,5 % Sole) mit Unterwassermusik
- ein Vitalbecken (33 °C, 2,5 % Sole)
- ein Aktivbecken (32 °C, 2,5 % Sole)
- ein Kaltbecken (22 °C)
- ein Dampfbad (40–42 °C)
- eine Soleinhalation (33–35 °C)
- eine Regenwolke mit 33 Duschköpfen.

Im Außenbereich befinden sich u. a.
- ein Attraktionsbecken (32 °C, 2,5 % Sole) mit Strömungskanal
- ein Sportbecken (28 °C, 2,5 % Sole).

### Saunapark
Im Saunabereich befinden sich:
- ein Warmbecken (innen & außen), (28 °C)

innen:
- Dampfbad Nebbio (40 °C)
- Sauna Colore (55 °C) mit Farbwechsel
- Sauna Salina (80 °C) mit Salzkristallwand
- Sauna Rustico (90 °C)
- Sauna Silencio (100 °C), absolute Stille

außen:
- Seesauna (80 °C) mit Naturbadeteich
- Waldsauna (90 °C)
- Feuersauna (95 °C) mit Kamin

Aufgüsse finden im stündlichen Wechsel in der Seesauna und der Waldsauna statt.
Die gesamte Saunalandschaft ist textilfreier Bereich.

### Gastronomie
Die Gastronomie des VitaSols mit der Bezeichnung KochWerk bietet frische und saisonale Küche.